# Pablo Schmitt
Pablo Schmitt (Buenos Aires, Argentina, 26 de agosto de 1996) es un futbolista argentino. Juega como defensor en TuS Erndtebrück de la Oberliga Westfalen. También tiene la nacionalidad alemana

## Trayectoria

### All Boys
Debutó el 28 de octubre de 2017 por el Campeonato de Primera B Nacional 2017-18, frente a Instituto. En ese torneo terminó jugando otros 5 encuentros, totalizando 6 partidos jugados en el campeonato.

### TuS Erndtebrück
Tras finalizar su contrato en el club de Floresta, firmó contrato con el TuS Erndtebrück, equipo de Colonia que milita en la Oberliga Westfalen

## Clubes
Actualizado al 21 de junio de 2018
| Equipo                                  | Div.                | Temporada           | Liga     | Liga  | Copa Nacional(1) | Copa Nacional(1) | Copa Internacional | Copa Internacional | Total    | Total |
| Equipo                                  | Div.                | Temporada           | Partidos | Goles | Partidos         | Goles            | Partidos           | Goles              | Partidos | Goles |
| All Boys Argentina                      | 2.ª                 |                     |          |       |                  |                  |                    |                    |          |       |
| All Boys Argentina                      | 2.ª                 | 2017-18             | 6        | 0     | -                | -                | -                  | -                  | 6        | 0     |
| All Boys Argentina                      | 2.ª                 | Total               | 6        | 0     | -                | -                | -                  | -                  | 6        | 0     |
| All Boys Argentina                      | Total en su carrera | Total en su carrera | 6        | 0     | -                | -                | -                  | -                  | 6        | 0     |
| (1) Incluye datos de la Copa Argentina. |                     |                     |          |       |                  |                  |                    |                    |          |       |

Fuente: Fichajes.com